# Giáo hoàng Hyginô
Higinô (Latinh: Hyginus) là vị giáo hoàng thứ 9 của Giáo hội Công giáo. Ông được suy tôn là thánh và được kính nhớ vào ngày 11 tháng 1. Truyền thống cho rằng ông được sinh tại Athens, Hy Lạp và qua đời vào khoảng năm 140 tại Rôma, Ý. Theo Niên giám tòa thánh năm 1861 thì Giáo hoàng Higinus lên ngôi vào năm 139 và ở ngôi Giáo hoàng trong 4 năm. Niên giám tòa thánh năm 2003 xác định rằng triều đại của ông kéo dài từ năm 136 cho tới năm 140. Niên giám tòa thánh năm 2008 (Libreria Editrice Vaticana) cho rằng triều đại của Giáo hoàng Higinus kéo dài từ năm 138 tới năm 142 hoặc 149.
Ông sinh ra tại Athens, Hy Lạp và đã học về triết học. Sự đào tạo này có ích cho ông để đấu tranh chống lại những người ngộ giáo đầu tiên, chư Cerdon và Valentin Ai Cập, đã xuất hiện ở Rôma và khoảng năm 140. Hyginô bị những mánh khóe của họ buộc phải loại ra khỏi cộng đoàn Ki –tô hữu.
Theo Liber Pontificalis trong thời gian cai trị của mình, ông đã xác định các đặc quyền khác nhau của hàng giáo sĩ và ấn định các cấp bậc trong phẩm trật Giáo hội; phân định nhiệm vụ của các linh mục và các trợ tế. Theo truyền thông thì ông là người đặt ra tục lệ phải có cha và mẹ đỡ đầu khi lãnh nhận bí tích Rửa tội, để giúp đỡ những người tân tòng; và ấn định tất cả nhà thờ phải được thánh hiến. Ngài được xem như là một triết gia và ngài đấu tranh để khẳng định giá trị của Cựu Ước. Ngài chính thức hoá các nhà thờ phải được dâng hiến.
Bị bách hại là đặc điểm triều đại Giáo hoàng của ngài, trong đó ngài cũng thuộc số những người chịu tử đạo. Truyền thống cho rằng ông chịu tử vì đạo dưới thời của hoàng đế Marcus Aurelius, mặc dù không có đủ hồ sơ để xác minh điều này. Ông được chôn cất gần thánh Phêrô.